# جوردی سزار
جوردی سزار (انگلیسی: Jordi César؛ زادهٔ ۲۷ مارس ۱۹۹۲) بازیکن فوتبال اهل اسپانیا است.
از باشگاه‌هایی که در آن بازی کرده‌است می‌توان به باشگاه فوتبال هرکولس، باشگاه فوتبال رئال وایادولید، باشگاه فوتبال نئا سالامیس فاماگوستا، و باشگاه فوتبال لوانته اشاره کرد.